# Yoshimi Hataya
Yoshimi Hataya (jap. 幡谷 好美, Hataya Yoshimi; * 30. Juni 1980) ist eine japanische Badmintonspielerin. 

## Karriere
Yoshimi Hataya wurde bei den US Open 2001 Fünfte im Dameneinzel. Bei den Austrian International 2007 belegte sie Rang zwei im Einzel. National gewann sie 2006 Bronze im Einzel und siegte 2003 bei den Erwachsenenmeisterschaften.